# Erfán
Erfán je arabský termín, který je v Bahá’í Písmech používán pro nejvyšší stupeň poznání Boží pravdy, jenž následuje po dvou předcházejících stupních, kterými věřící prochází, tj. „víra“ (Ímán) a „jistota“ (Íqán).